# 齒瘤
齒瘤（odontoma），亦作牙瘤，是一種牙源性錯構瘤（hamartoma）患者的平均年齡為14歲，病況一般與大量未冒出的牙齒相關。在印度，一名17歲的少年就在其瘤內挖出合共232顆大大小小的牙齒。
根據美國路易斯維爾大學牙科學院在2011年的數據，齒瘤佔所有牙源性腫瘤的66%。